# Monsacro
El Monsacro es un monte del Principado de Asturias situada en el concejo de Morcín, en España.
Aunque su altura sea de apenas 1054 metros, desde su cima se tienen excelentes vistas de la zona central del Principado, pudiendo verse desde ella Oviedo por el norte y la sierra del Aramo por el sur.

## Monumentos

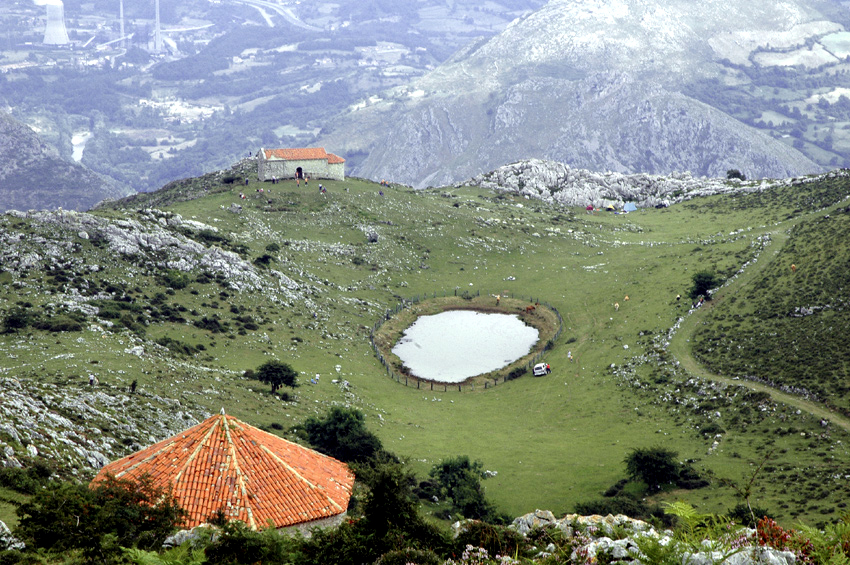
Las ermitas del Monsacro.

El rasgo más destacable de esta montaña es la presencia no lejos de su cima de dos ermitas: la Ermita de Santiago y la Ermita de la Magdalena, de estilo arquitectónico románico, construidas durante el siglo XII. Hay también ejemplares de tejo y cabe destacar también que se encontraron en ella restos de la época neolítica, además de que la montaña está cruzada por la línea de alta tensión Soto - La Robla.

## Tesoros artísticos y arqueológicos

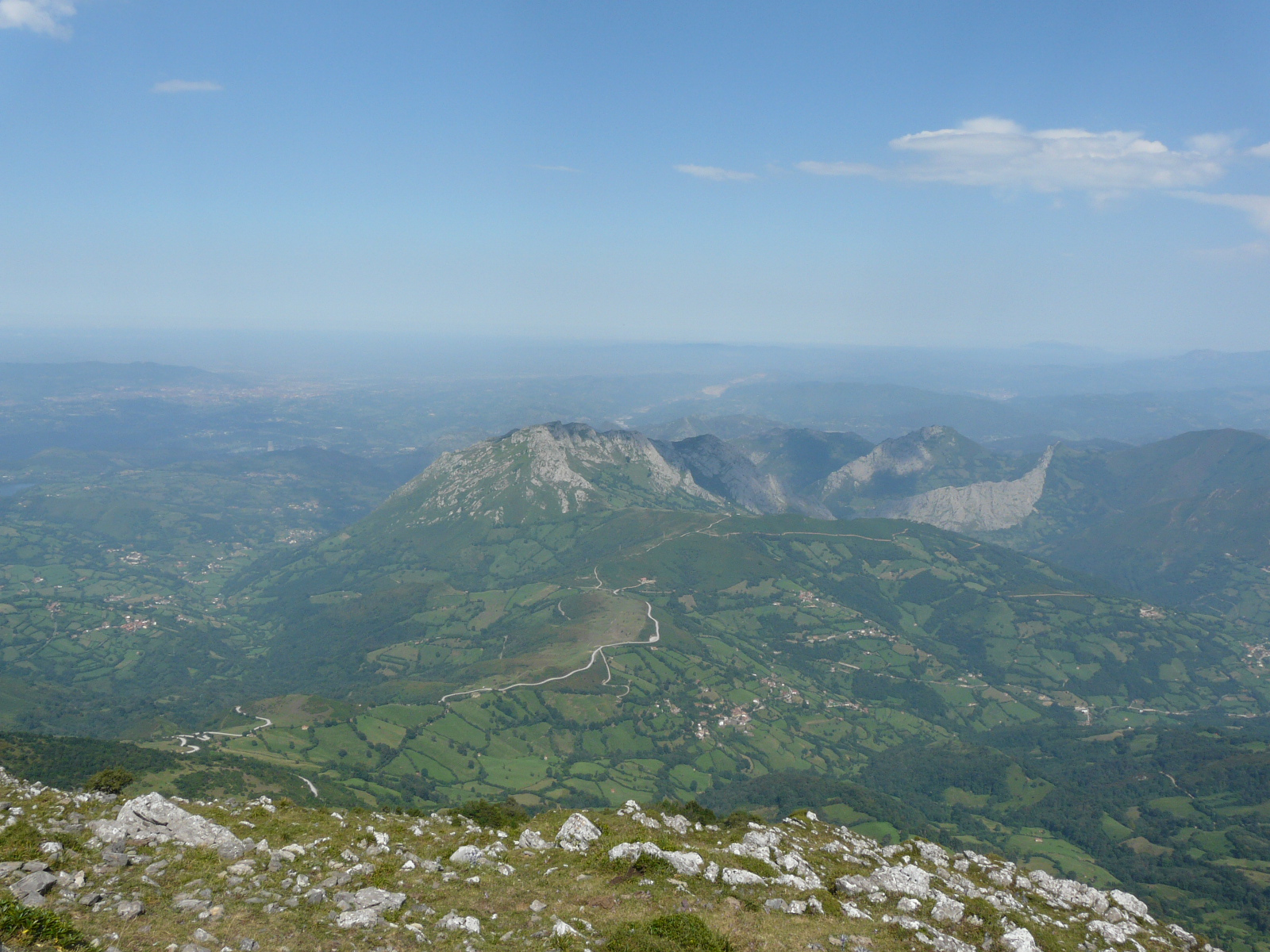
El macizo desde el Angliru (Oviedo es visible encima, a la izquierda)

A raíz de la publicación del libro El nombre de Dios. El enigma de la Mesa de Salomón, del profesor alicantino Javier Martínez-Pinna, se ha tratado de relacionar el Monsacro con el lugar en donde pueden encontrarse algunas de las reliquias más importantes de la religión judeocristiana. El impacto mediático de esta noticia hizo que la Junta General del Principado de Asturias debatiese en el Diario de Sesiones del 15 de abril de 2016 la creación de una zona de interés cultural en el Monsacro. 
En este sentido, el periodista asturiano Manuel de Cimadevilla nos recuerda que este paraíso natural es uno de los más importantes enclaves mágicos de la montaña asturiana, lugar por el que pasaban dos vías emblemáticas: la Ruta de la Plata y el Camino de Santiago. Según él este sería también el lugar en donde podríamos encontrar dos capillas medievales de origen templario, construidas sobre un conjunto tumular de origen megalítico, en donde se desarrolló un culto a la diosa madre y que fue utilizada por Toribio para esconder las reliquias que traía consigo. Según Cimadevilla, los caballeros templarios pudieron llevar a cabo excavaciones en este lugar en busca del Arca Santa y los manuscritos secretos del Rey Salomón. En este sentido Javier Martínez-Pinna, recoge la posibilidad de que el Monsacro fuese el lugar en donde los visigodos escondieron parte de su tesoro, después de la invasión islámica del año 711 después de Cristo tras la Batalla de Guadalete.

## Ascensión

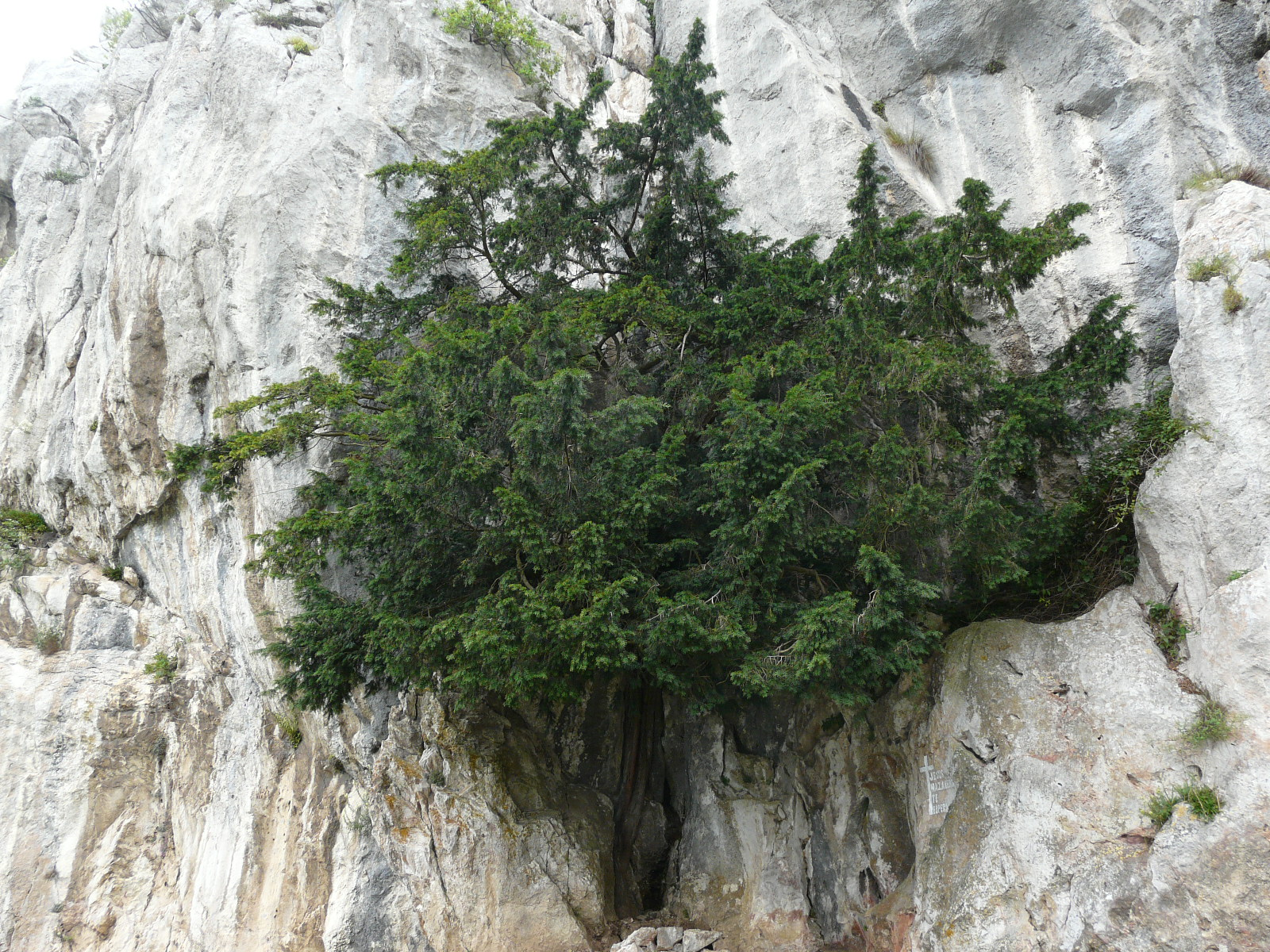
Tejo creciendo de la roca en el Monsacro.

Hay diversas rutas para su ascenso: por ejemplo, desde el sur desde el área recreativa de Viapará (en la subida al Angliru, en el concejo de Riosa), o desde el norte -mucho más dura, pero la más usada- desde La Collada, desde la que empieza una pista que lleva a las dos capillas.  
El Ayuntamiento de Morcín en el año 2010 tuvo la intención de construir un teleférico a la cima de la montaña, lo que trajo críticas de diversos sectores y fue abandonado.
Se puede subir hasta la misma cima por una pista de piedrecillas sueltas y barro, aunque las pendientes que suele alcanzar son de hasta el 35 % con tramos de 100 metros al 28 %, por lo que ningún medio con ruedas puede ascender.